# Gare de Montreuil-sur-Ille
Gare de Montreuil-sur-Ille vasútállomás Franciaországban, Montreuil-sur-Ille településen.

## Vasútvonalak
Az állomást az alábbi vasútvonalak érintik:
- Rennes–Saint-Malo-vasútvonal

## Kapcsolódó állomások
A vasútállomáshoz az alábbi állomások vannak a legközelebb:
- Gare de Dingé (Gare de Saint-Malo, Rennes–Saint-Malo-vasútvonal)
- Gare de Saint-Médard-sur-Ille (Gare de Rennes, Rennes–Saint-Malo-vasútvonal)